# Ta veseli dan kulture
Ta veseli dan kulture je v Sloveniji neformalen praznik, ki ga obeležujemo vsako leto 3. decembra, na dan rojstva slovenskega pesnika Franceta Prešerna.
Prvič je bil dan obležen leta 2000 na pobudo Ministrstva za kulturo ob dvestoletnici pesnikovega rojstva. Kasneje je prišlo v navado, da na ta dan kulturne ustanove brezplačno odprejo svoja vrata obiskovalcem.
Ime je izpeljano iz dela naslova priljubljene Linhartove komedije Ta veseli dan ali Matiček se ženi.
Na Ta veseli dan kulture se razkrije tudi dobitnika Prešernove nagrade in nominirance za nagrade Prešernovega sklada.